# آقای پریتویراج
آقای پریتویراج (به هندی: Shriman Prithviraj) فیلمی محصول سال ۱۹۷۲ و به کارگردانی تارون ماجمودار است. در این فیلم بازیگرانی همچون ماهوآ رویچاندری، آیان بانرجی، اوتپال دوت، ساندیا روی، بیسواجیت چاترجی، رابی غوش ایفای نقش کرده‌اند.